# Agrotis plaga
Agrotis plaga är en fjärilsart som beskrevs av Stephens 1835. Agrotis plaga ingår i släktet Agrotis och familjen nattflyn. Inga underarter finns listade i Catalogue of Life.